# ペスキエーラ・デル・ガルダ
ペスキエーラ・デル・ガルダ（伊: Peschiera del Garda）は、イタリア共和国ヴェネト州ヴェローナ県にある、人口約11,000人の基礎自治体（コムーネ）。
ガルダ湖南端に位置し、ミンチョ川が流れ出す地点にある。ヴェネト州最西端のコムーネであり、ロンバルディア州と境を接している。ミンチョ川の中の島には、オーストリア帝国がロンバルド＝ヴェネトを統治していた時代に修築された要塞がある。

## 地理

### 位置・広がり
ヴェローナ県西端のコムーネで北はガルダ湖に面し、南はマントヴァ県、西にブレシア県と接する。ペスキエーラ・デル・ガルダの街は、県都ヴェローナの西約23km、マントヴァの北北西約32km、ブレシアの東南東約39km、州都ヴェネツィアの西約127kmに位置する。

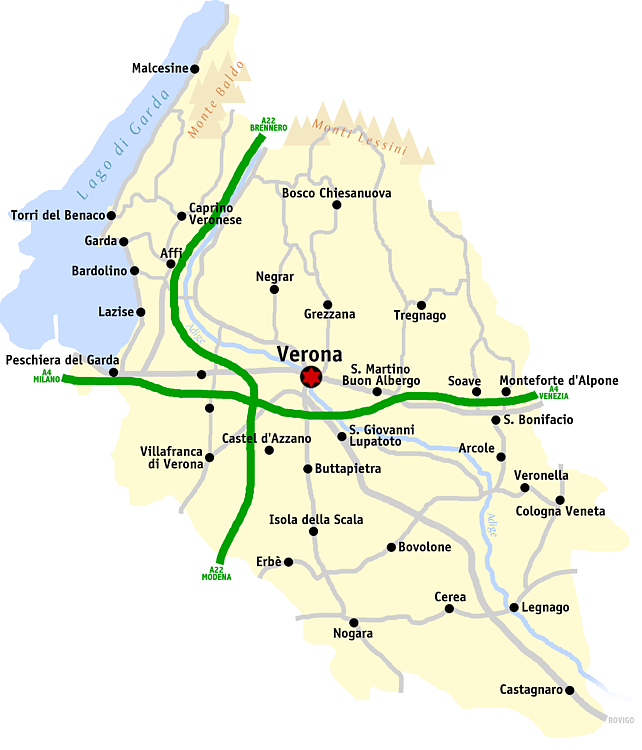
ヴェローナ県概略図

#### 隣接コムーネ
隣接するコムーネは以下の通り。括弧内のBSはブレシア県、MNはマントヴァ県所属を示す。
- カステルヌオーヴォ・デル・ガルダ - 東
- ヴァレッジョ・スル・ミンチョ - 南東
- ポンティ・スル・ミンチョ (MN) - 南
- ポッツォレンゴ (BS) - 南西
- デゼンツァーノ・デル・ガルダ (BS) - 西
- シルミオーネ (BS) - 北西

### 気候分類・地震分類
気候分類では、zona E, 2381 GGに分類される。
また、イタリアの地震リスク階級 (it) では、zona 2 (sismicità media) に分類される。

## 行政

### 分離集落
ペスキエーラ・デル・ガルダには、以下の分離集落（フラツィオーネ）がある。
- Broglie, Dolci, San Benedetto di Lugana

## 歴史

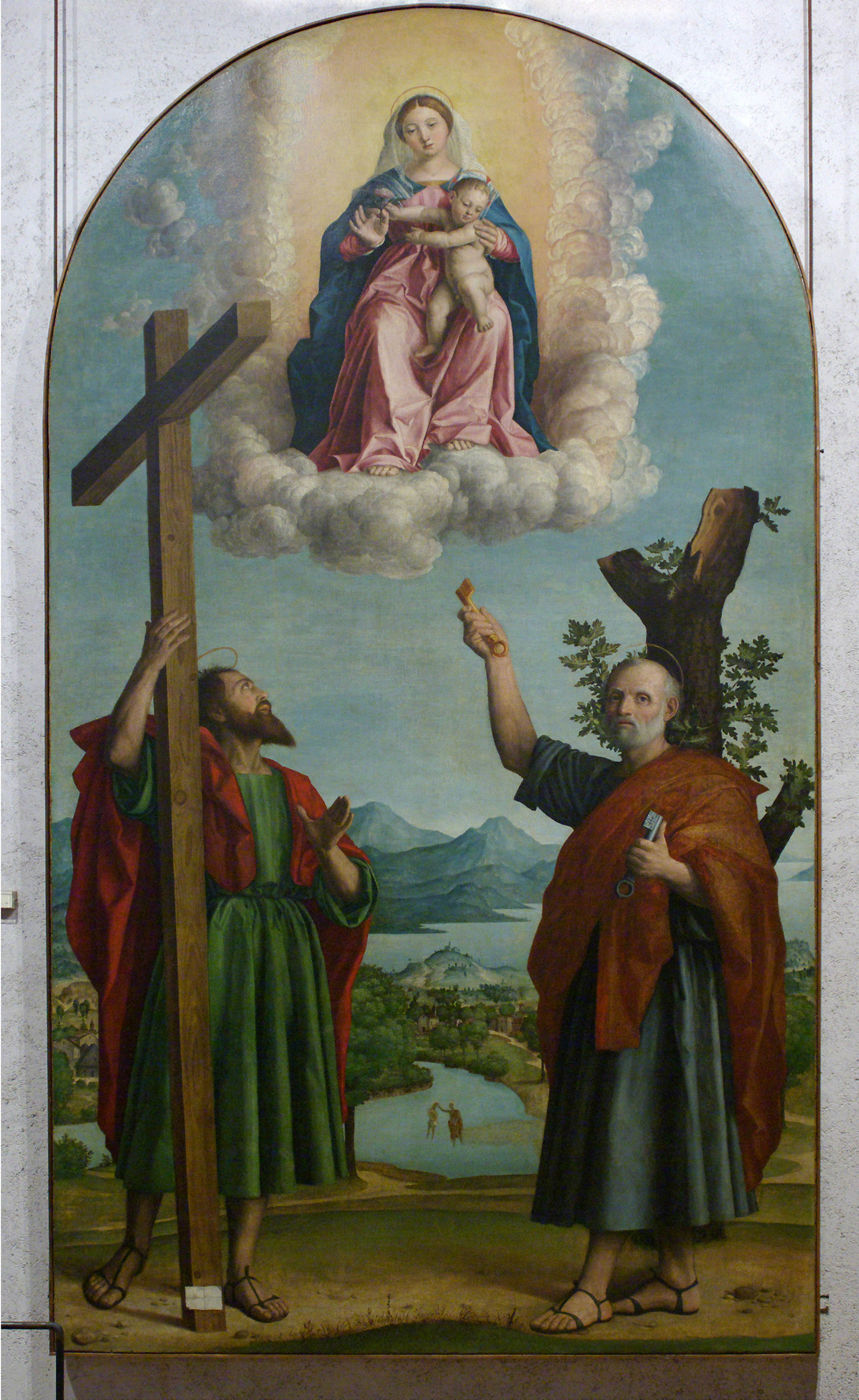
ジローラモ・ダイ・リブリの「オークの聖母」（1533年）。背景に描かれているのはペスキエーラ付近の景色とされる。

ローマ時代、ガリア・キザルピナに築かれた街 Ardelica は、 Lacus Benacus （ガルダ湖）の南東端の Mincius 川（ミンチョ川）が流れだす地点、すなわち現在のペスキエーラ・デル・ガルダのある場所にあった。ローマ時代に描かれた地図タブラ・ペウティンゲリアナには、 ブリクシア（ブレシア）とヴェローナの間に、Ariolica という名で描かれている。大プリニウスの『博物誌』には、Arilica として記されている。
ペスキエーラの要塞は、15世紀以降北イタリアで繰り広げられた軍事行動（たとえばナポレオン戦争）の中で重要な役割を果たした。オーストリア帝国がロンバルド＝ヴェネトを統治していた時代には、クアドリラテロ (Quadrilatero) と呼ばれる4つの要塞都市群（マントヴァ、レニャーゴ、ヴェローナ、ペスキエーラ）の西北の角をなしていた。
第一次イタリア独立戦争中の1848年5月30日、サルデーニャ王国軍が6週間の攻防ののちオーストリアから奪取している。
ペスキエーラは軍事刑務所の所在地としても知られていた（2002年に閉鎖）。

## 社会

### 経済・産業
ペスキエーラは、イタリアの全国ワイン都市協会 (Associazione nazionale città del vino) に加盟している。

## 文化・観光

### 世界遺産
ベルヴェデーレ（Belvedere）とフラッシーノ（Frassino）にある水上住居の遺跡は、多国間にまたがるユネスコの世界遺産「アルプス山脈周辺の先史時代の杭上住居群」の一部を構成している（ID1363-107）。
また、ペスキエーラ・デル・ガルダの要塞都市として、多国間にまたがる世界遺産「16世紀から17世紀のヴェネツィアの防衛施設群:スタート・ダ・テッラと西スタート・ダ・マール」の一部を構成している（ID1533）。

## 自然・環境
フラッシーノ湖 (it:Lago del Frassino) は、キンクロハジロの貴重な越冬地である。2012年に出された欧州連合の報告書では、その環境が危機にさらされているとしている。

## 交通

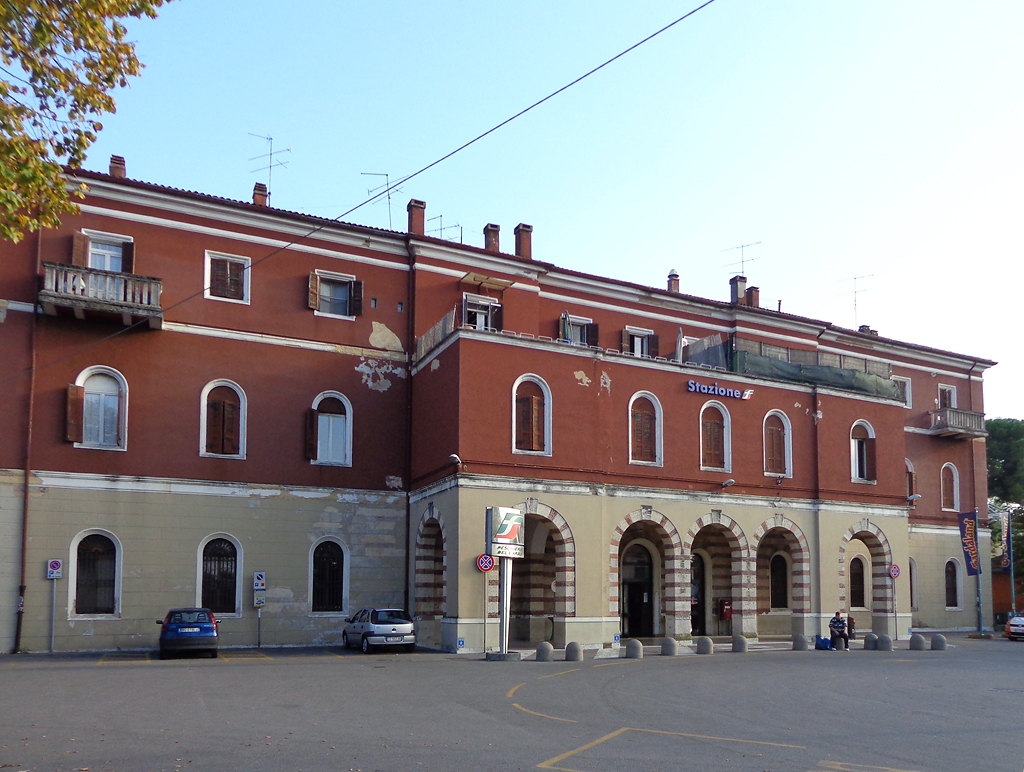
ペスキエーラ・デル・ガルダ駅

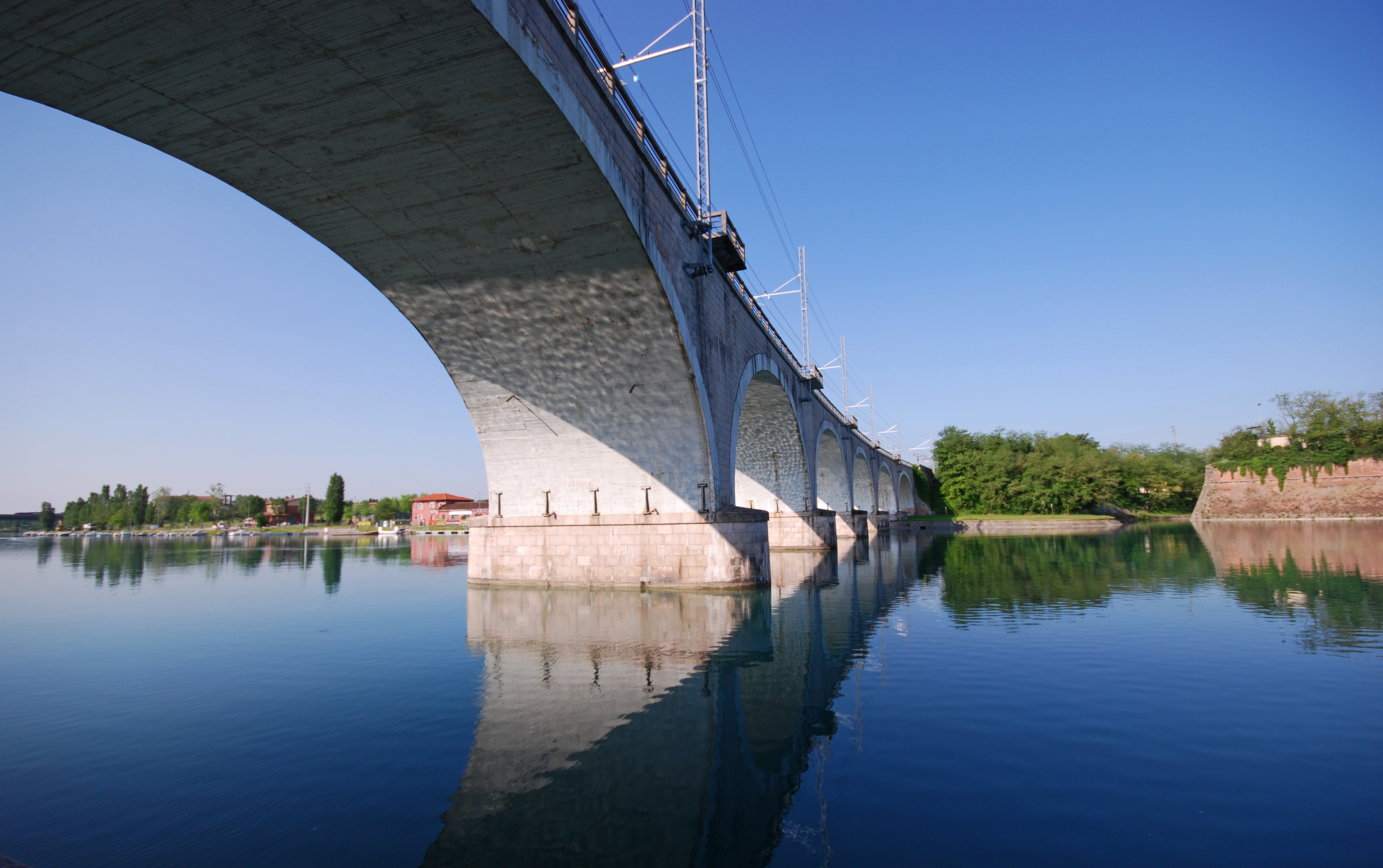
ミンチョ川の鉄道橋

### 鉄道
- イタリア鉄道(FS) / トレニタリア
  - ミラノ＝ヴェネツィア線
    - ペスキエーラ・デル・ガルダ駅 (it:Stazione di Peschiera del Garda)

### 道路
高速道路
- アウトストラーダ A4

主要道路
- SR11  (it:Strada statale 11 Padana Superiore)
- SR249  (it:Strada statale 249 Gardesana Orientale)

## 姉妹都市
- ウラ・ティルソ（イタリア、オリスターノ県）
- ビジャ・カルロス・パス（英語版）（アルゼンチン）

## 人物

### 著名な出身者
- ピエトロ・トッリ（英語版） - 17-18世紀の作曲家
- ファビオ・テスティ（英語版） - 俳優